# خوشه‌چین (تصنیف)
خوشه‌چین یکی از تصنیف‌های معروف در ایران با شعری از کریم فکور و آهنگسازی روح‌الله خالقی و صدای غلامحسین بنان است. این تصنیف توسط سالار عقیلی، مصطفی جلالی‌پور (در آلبوم امان از هجر) و ایرج بسطامی (در آلبوم بداهه‌خوانی و بداهه‌نوازی) بازخوانی شده است.

## متن شعر
| من که فرزند این سرزمینم                  |  | در پی توشه‌ای خوشه چینم                     |
| شادم از پیشهٔ خوشه چینی                   |  | رمز شادی بخوان از جبینم                    |
| قلب ما بود مملو از شادی بی‌پایان          |  | سعی ما بود بهر آبادی این سامان             |
| خوشه‌چین کجا اشک محنت به دامن ریزد        |  | خوشه‌چین کجا دست حسرت زند بر دامان          |
| ای خوشا پس از لحظه‌ای چند آرمیدن          |  | همره دلبران خوشه چیدن                      |
| از شعف گهی همچو بلبل نغمه خواندن         |  | گه از این سو به آن سو پریدن                |
| برپا بود جشن انگور ای افسونگر نغمه پرداز |  | در کشور سبزه و گل با شور و شعف نغمه کن ساز |